# Regiment Pirinenc Núm. 1
El Regiment Pirinenc Núm. 1 de Catalunya fou la primera força militar de la Generalitat de Catalunya aixecada d'ençà de la Guerra de Successió. Els seus components foren escollits entre els nacionalistes radicals essent en la seva immensa majoria, tant pel que fa a l'oficialitat com a la tropa, militants d'Estat Català que, aleshores, incloïa ja a Nosaltres Sols! i al Partit Nacionalista Català. Posteriorment fou integrada dins l'exèrcit popular de Catalunya.

## Orígens del Regiment
A finals d'agost de 1936 es varen constituir les Milícies Alpines, formades espontàniament en iniciar-se la Guerra Civil espanyola.
Eren gent que ja havia rebut formació paramilitar als Escamots d'Estat Català, la Societat d'Estudis Militars (SEM), l'Organització Militar Catalana (ORMICA) i l'Organització Militar Nosaltres Sols!. D'altres provenien majoritàriament d'entitats catalanistes i independentistes com el CADCI, la FNEC o ERC.
Molts dels seus membres estaven vinculats a seccions excursionistes entre les quals hi havia socis del Centre Excursionista de Catalunya (CEC), la Unió Excursionista de Catalunya (UEC), Palestra, Boy Scouts de Catalunya, el Casal Espartacus d'ERC, el grup socialista Campalans, el grup Rafael de Casanova, l'Ateneu Enciclopèdic Popular, els Amics del Sol, el Club Natació Barcelona i els Minyons de Muntanya.
Les Milícies Alpines s'oferiren al Comitè Central de Milícies Antifeixistes per cobrir el front nord d'Aragó (agost de 1936), difícil per la seva muntanyositat, i foren posades a les ordres de l'oficial de complement, el comandant Josep Maria Benet i de Caparà, i del capità Carles Balaguer; la unitat fou rebatejada amb el nom de Milícies Antifeixistes Alpines i posteriorment amb el de Milícies Pirinenques.

## Naixement del Regiment
Un cop dissolt el Comitè Central de Milícies Antifeixistes, la Generalitat de Catalunya es proposà la creació d'un exèrcit propi. Seguint aquesta línia, el novembre de 1936 i per decret de la Generalitat, es va crear el Regiment Pirinenc número 1.
Es tractava en definitiva, de la primera unitat militar d'obediència estrictament catalana des de 1714. Poc després, el 6 de desembre de 1936, la Generalitat creava l'Exèrcit Popular de Catalunya.

## Estructura, Comandament i Símbols
El Regiment Pirinenc es pot considerar doncs un cos d'elit i es distingí per mantindre un nivell de disciplina que l'allunyava de la desorganització crònica característica de l'exèrcit republicà.
S'estructurà en dos batallons, un dels quals encarregat de reprimir el contraban a la frontera amb l'estat francès, una companyia d'esquí, dues companyies de raquetes i una secció marítima de vigilància de costes.
Entre els comandaments destaquen el seu cap superior, el comandant Josep Maria Benet i de Caparà (UEC), Leandre Pons (Club Català), Alfons Segalàs (CEC), Carles Balaguer i Josep Costa, de la secció alpina de l'AEP, el tinent Andreu Xandri (FNEC), Ernest Mullor, campió d'Espanya d'esquí (CEC), i el sergent Narcís Casas (UEC).
El seu distintiu era la senyera catalana amb una flor de neu (edelweiss) i, sovint, enarboraven la senyera estelada tradicional d'estel blanc.

## Equipament
Els pirinencs eren la unitat més ben equipada de l'exèrcit republicà. Del seu equipament, a banda dels esquís, raquetes i material de muntanya, destacà el seu uniforme blanc de camuflatge nival i la barretina grisa (verda, segons alguns autors).
L'armament també estava previst que fos de la màxima qualitat (fusells metralladors Star, pistoles metralladores Meissel, etc.) però el govern de Lluís Companys, desoint Estat Català, trigà molt a armar-los convenientment.

## Historial Militar fins als Fets de Maig de 1937
El Regiment Pirinenc Núm. 1 operà inicialment (desembre de 1936) als Pirineus catalans amb base a La Molina on, malgrat haver estat armat negligentment, s'oposà als anarquistes de la Cerdanya.
També fou destinat, de manera esglaonada, a l'Aragó, on els batallons pirinencs aconseguiren fer avançar el front en diversos punts (àrea de Sabiñànigo, per exemple). Durant els fets de maig del 1937, el regiment defensà el Palau de la Generalitat dels atacs anarquistes i prengué el control de la situació.

## Dissolució
Amb la pèrdua de competències de defensa de la Generalitat de Catalunya, el regiment fou incorporat a l'Exèrcit Popular de la República i fou la base de la militarització de les Brigades 72, 130 i 102, que formaren part de la Divisió 43.
Els republicans espanyols els odiaven per ser obertament separatistes i, de sota mà, seguiren una política destinada a la seva destrucció. Se'ls encomanà deliberadament missions suïcides, foren morts a traïció pels seus "companys" republicans enmig de la confusió dels combats, se'ls aplicaren mesures disciplinàries extremes sota qualsevol pretext (d'aquesta manera fou afusellat el capità Millet), etc.
Tot i així els Pirinencs lluitaren fins a la fi en defensa de Catalunya resistint durament l'avanç franquista a la Ribagorça i al Pallars esdevinguda cèlebre en restar tres mesos isolada a l'anomenada bossa de Bielsa (març-juny de 1938), i finalment, a la batalla de l'Ebre.